# Marta Semelová
Marta Semelová (* 1. března 1960 Praha) je česká politička, členka Komunistické strany Čech a Moravy (KSČM). V letech 2010–2017 byla poslankyní za KSČM. Působila také jako předsedkyně klubu KSČM v Zastupitelstvu hlavního města Prahy a jako dlouholetá předsedkyně Pražské rady KSČM. Novináři je řazena ke stalinistickému křídlu strany a v širší známost vešla kvůli článkům, které se v roce 2006 zabývaly její veřejnou obhajobou Klementa Gottwalda vyslovenou v roce 2004 i později. Členkou Komunistické strany Československa byla od roku 1978 (po sametové revoluci na ni navázala členstvím v KSČM), komunistické přesvědčení měla i její prababička a má jej i její dcera. Je moderátorkou veřejných akcí KSČM – ráda recituje Neumanna i Nezvala, nemá ráda Havlovy hry.

## Životopis a působení

### Profesní a rodinný život
Absolvovala Pedagogickou fakultu Univerzity Karlovy. Působila jako učitelka matematiky, tělesné výchovy a českého jazyka na pražské základní škole, podle zprávy České školní inspekce učila mimo jiné vlastivědu ve čtvrté třídě na základní škole Zárubova v Praze-Modřanech. Je rozvedená, má dvě děti.

### Oslava Gottwalda a aféra v roce 2006
V roce 2004 pronesla oslavný projev k výročí úmrtí Klementa Gottwalda. Po projevu, který pronesla na Olšanských hřbitovech k připomenutí narozenin Klementa Gottwalda (2005?), poskytla rozsáhlý rozhovor redaktorovi Hospodářských novin, které však otiskly jen krátký článek, v němž zdůraznily její tvrzení, že Gottwald udělal mnoho dobrého pro lidi, a prezentovaly jej jako její obdiv ke Gottwaldovi. Podle článku je Semelová pro bezplatné školství, zvýšení platů učitelů, zrušení víceletých gymnázií. (Jinde se Semelová vyslovila též jako zastánkyně státních maturit a proti konání olympiády v Praze, a v roce 2003 kritizovala Evropskou unii, že slouží k upevnění kapitalismu a růstu zisku pro monopoly na úkor obyčejného člověka.)
Inspirován tímto článkem se redaktor Respektu Jan Kovalík rozhodl udělat reportáž přímo ve škole a napsal článek Krásné šibenice Marty S. – Co s paní učitelkou, která říká, že v padesátých letech vládla spravedlnost.
V červenci 2006 byla odvolána z komise pro výchovu a vzdělávání městské části Praha 12 a městská část na ni současně podala trestní oznámení kvůli podezření, že svými veřejnými projevy a vyjádřeními ve sdělovacích prostředcích (Hospodářské noviny, týdeník Respekt) podporuje a propaguje hnutí směřující k potlačení práv a svobod člověka, a to veřejným popíráním, zpochybňováním a ospravedlňováním komunistické genocidy a zločinů proti lidskosti ve smyslu paragrafu 261a trestního zákona. Policie ji předvolala k podání vysvětlení a poté případ odložila.
Od rozhodnutí o odvolání z odborné komise se údajně distancoval její předseda Tomáš Grulich (ODS), který je označil za hon na čarodějnice.
Starosta Prahy 12 Petr Hána (ODS) požádal Českou školní inspekci, aby prověřila, zda se Marta Semelová svými politickými názory nesnaží ovlivňovat i své žáky. Česká školní inspekce vydala tiskovou zprávu o tom, že provedla šetření v hodině vlastivědy ve čtvrté třídě a rozhovorem s učitelkou Martou Semelovou a přitom nebylo prokázáno porušení školského zákona, což podle tiskové zprávy KSČM je potvrzením, že Semelová respektuje školní osnovy a chová se na svém pracovišti jako profesionál. Ředitelka základní školy Zárubova Dagmar Bolfová i ústřední školská inspektorka Olga Hofmannová se Semelové zastaly s tím, že podobné kontroverzní výroky ve výuce neuplatňuje, podle školní inspekce však svými výroky porušila etický kodex a jako učitelka by se měla podobných názorů vyvarovat. Podle článku Hospodářských novin však například v rámci výuky o konci druhé světové války klade společně se žáky šeříky na paměť rudoarmějců k památníku osvobození.

### Postoje k výuce historie
Při parlamentní interpelaci v roce 2010 protestovala proti školnímu projektu Příběhy bezpráví, který podle ní porušuje zásadu odpolitizování školství, a při výuce dějin by podle ní měli učitelé kromě společnosti Člověk v tísni, Konfederace politických vězňů či „pochybného“ Ústavu pro studium totalitních režimů využívat i jiné subjekty, jako například kluby českého pohraničí, Slovanský výbor nebo Klub Julia Fučíka a pamětníky našeho budovatelského úsilí, a mělo by být také zmiňováno, co všechno se za ta léta vybudovalo, že lidé měli práci a střechu nad hlavou, že zde bylo soběstačné zemědělství a fabriky, které jsou dnes už dávno zlikvidovány.
Jako předsedkyně Odborné sekce školství ÚV KSČM vyzvala v dubnu 2009 k aktivnímu postoji veřejnosti proti antikomunismu, neonacismu a rasismu a k protestu proti účelovým zásahům politických subjektů do vzdělávání dětí a mládeže, které se na základě polopravd a lží snaží ovlivnit novodobý výklad historie. Podle Semelové by bylo objektivní, když s žáky mluví reprezentanti Konfederace politických vězňů, aby si žáci vyslechli i exponenty komunistického režimu.
Autentický záznam z procesu s Miladou Horákovou považuje za neobjektivní, protože v něm chybí mezinárodní a dobový kontext. Vadí jí angažmá Konfederace politických vězňů ve školní výuce.

### Proti třetímu odboji
11. února 2011 vzbudili společně s Miroslavem Grebeníčkem mediální rozruch svými vystoupeními v Poslanecké sněmovně proti návrhu zákona o protikomunistickém odboji. Oba návrh označili za legalizaci terorismu. Koaliční poslanci projev Semelové, v němž oslavovala boj pohraničníků proti narušitelům státních hranic, přerušili boucháním do lavic. V reakci na tyto projevy poslanec Stanislav Polčák (TOP 09) vyzval vládu k urychlenému projednání senátního návrhu na pozastavení činnosti KSČM a poslanec Vítězslav Jandák (ČSSD) naznačil, že tyto projevy jej pohnuly k tomu, aby zákon o protikomunistickém odboji podpořil.
Zastupitelstvo hlavního města Prahy, jehož je Marta Semelová členem, 17. února 2011 na návrh TOP 09 (návrh hájila Eva Vorlíčková) přijalo 39 hlasy ze 63 usnesení, které Martu Semelovou vyzývá, aby se vzdala mandátu poslance, protože velebením komunismu při projevu ve sněmovně údajně porušila Ústavu a Listinu základních práv a svobod.

### Volby do Poslanecké sněmovny PČR 2013
Ve volbách do Poslanecké sněmovny PČR v roce 2013 kandidovala v Hlavním městě Praze jako lídryně KSČM a byla zvolena.
V pořadu Hyde park v České televizi pronesla dne 13. února 2014 několik kontroverzních výroků. Zpochybnila například vynucené přiznání Milady Horákové v zinscenovaném procesu, který vedl k její popravě; invazi vojsk Varšavské smlouvy do Československa označila za internacionální pomoc; Vasila Biľaka nazvala významným politikem Československa, který pro ni představuje pozitivní postavu a relativizovala rozdíly mezi Jižní Koreou a KLDR.
Za tyto výroky bylo na Semelovou podáno trestní oznámení. Policie případ odložila, protože znalecký posudek neodhalil naplnění skutkové podstaty trestného činu propagace hnutí směřujícího k potlačení práv a svobod člověka.

### Komunální volby 2014
V komunálních volbách v roce 2014 vedla kandidátku KSČM do Zastupitelstva Hlavního města Prahy a byla tudíž kandidátkou strany na post pražské primátorky. Mandát zastupitelky hlavního města obhájila, ale vzhledem k výsledku KSČM (5,91 % hlasů, 4 mandáty) se primátorkou nestala. Kandidovala rovněž do Zastupitelstva Městské části Praha 12, avšak neuspěla.

### Volby do Poslanecké sněmovny PČR 2017
Ve volbách do Poslanecké sněmovny PČR v roce 2017 byla lídryní KSČM v Praze. Poslanecký mandát však nezískala, vlivem preferenčních hlasů ji přeskočil Jiří Dolejš. Po ukončení vrcholné politické kariéry se měla teoreticky vrátit na místo učitelky v základní škole, ale její místo bylo již obsazeno. Krajský výbor KSČM v Praze tak rozhodl, že její funkce předsedkyně bude placená.

### Komunální a senátní volby 2018
Pro komunální volby na podzim 2018 se stala lídryní kandidátky KSČM do Zastupitelstva hlavního města Prahy a tudíž i kandidátkou strany na post pražské primátorky. Semelová však mandát zastupitelky nezískala, jelikož KSČM obdržela pouze 3,26 % a skončila bez mandátu. Neúspěšně také kandidovala do zastupitelstva městské části Praha 12.
Zároveň kandidovala za KSČM ve volbách do Senátu PČR v roce 2018 v obvodu č. 17 – Praha 12. Ve volbách však neuspěla. Získala pouze 3,97 % hlasů a skončila na 6. místě z 8 kandidátů.

### Volby do Poslanecké sněmovny PČR 2021
Ve volbách do Poslanecké sněmovny PČR v roce 2021 byla lídryní KSČM v Praze. Do PS se nedostala.
Ve sněmovních volbách v roce 2025 kandiduje na 5. místě kandidátní listiny hnutí Stačilo! v Praze.